# Funcionario

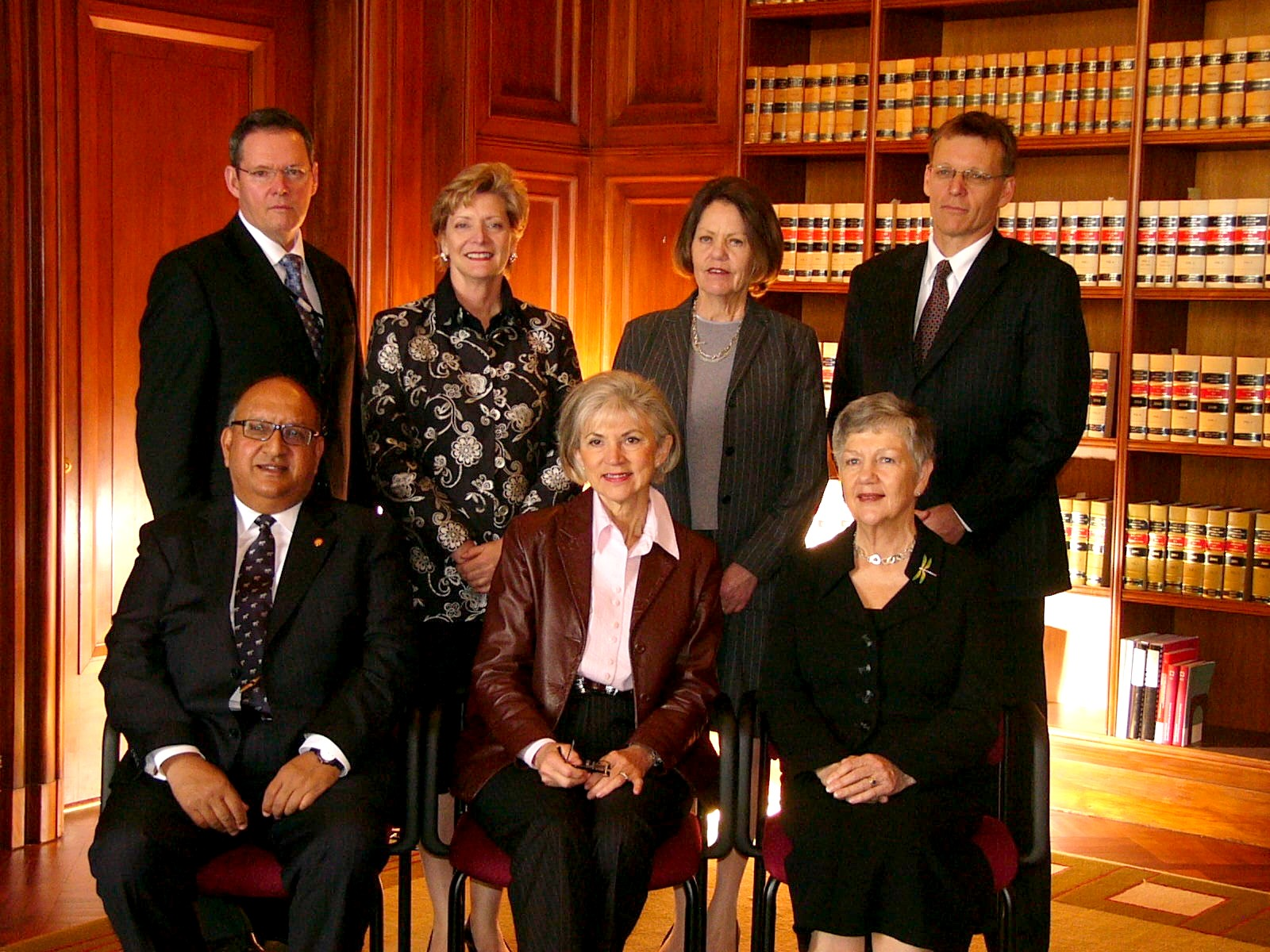
Fotografía de funcionarios de Nueva Zelanda

Un funcionario es quien desempeña profesionalmente un empleo público. Los funcionarios participan en la administración pública o de gobierno; y acceden a su condición a través de elección, nombramiento, selección o empleo.[cita requerida] Funcionario electo es el que accede a su cargo en virtud de una elección (cargo político). Los funcionarios también pueden ser nombrados «de oficio» (en virtud de otra oficina,[cita requerida] a menudo en una capacidad específica como presidente, asesor o secretario). Algunas posiciones oficiales pueden ser hereditarias; y en algunas formaciones históricas, ciertos cargos eran venales, es decir, podían ser objeto de compra.
Los cargos públicos son los que se desempeñan en las administraciones públicas o en los órganos constitucionales y que, a diferencia de los ocupados por funcionarios profesionales, tienen carácter electivo o de confianza. Max Weber fue el primer autor en respaldar la idea del servicio público como una característica necesaria de la modernidad. El sector público emplea actualmente a más del 25 % de la fuerza laboral en muchos países occidentales.

## Régimen jurídico
El funcionario, en el ejercicio de sus funciones públicas, está vinculado al aparato estatal mediante un régimen de derecho público. 
La relación laboral entre el funcionario y su organismo público suele tener bastantes diferencias con respecto a los contratos de trabajo del sector privado. Entre otras, estas diferencias suelen ser:
- Una mayor seguridad, para conferirle independencia (neutralidad funcionarial), y quizás también debido a la mayor fortaleza del organismo público frente a empresas privadas. La Administración neutral requiere la presencia de una serie de elementos estructurantes de la carrera administrativa funcionarial.[6]
- Respeto de las condiciones laborales legalmente establecidas (horarios, vacaciones, permisos, excedencias, etc.).
- Presenta conflictos de competencia con muchas actividades aparte de la de funcionario. Existen importantes restricciones para ejercer un segundo empleo.
- En un Estado de derecho, suele exigirse para una selección por sistemas objetivos. Suelen utilizarse varios sistemas de selección: concurso-oposición y oposición, el que prima es el sistema de la oposición.
- Una regulación estatutaria o específica.

| Estado         | Número de funcionarios[¿cuándo?] | Funcionarios/100 habitantes | Funcionarios/100 personas en población activa |
| -------------- | -------------------------------- | --------------------------- | --------------------------------------------- |
| España         | 2.728.749                        | 5,76                        | 13,73                                         |
| Francia        | 5.200.000                        | 7,94                        | 18,57                                         |
| Alemania       | 4.500.000[cita requerida]        | 5,44                        | 10,34                                         |
| Reino Unido    | 5.565.550[cita requerida]        | 6,56                        | 9,18                                          |
| Estados Unidos | 24.800.000[cita requerida]       | 8,03                        | 16,03                                         |
| Rusia          | 2.000.000[cita requerida]        | 7,22                        | 14,45                                         |

## Por países

### China
El funcionariado tradicional chino, en cuya cúspide se situaban los mandarines, estaba vinculado al sistema de exámenes imperial.

### Reino Unido
La condición de civil servant ("servidor civil" en el "servicio civil de Su Majestad") se asentó en el siglo XIX como una meritocracia profesional y apartidista, neutral políticamente, que alternativamente servía a los gobiernos de distinto signo político que se turnaban en el poder, con una nítida separación de los cargos elegidos.

Vosotros, los funcionarios, no podéis ser miembros del Parlamento y al mismo tiempo permanecer como servidores desinteresados e imparciales de ese Parlamento. El miembro del Parlamento debe tener la libertad de decir lo que piense del Gobierno y de criticar sus acciones cuando y como él quiera. El funcionario no puede tener esa libertad.
Según los mismos principios un funcionario no debe jugar abiertamente un papel en las luchas políticas, incluso si no tiene intención de presentarse como candidato en las elecciones. Esto no significa que no debéis tener opiniones políticas, que no debéis votar en las elecciones, sino simplemente debéis tener en cuenta que de ejercer cualquier cosa que pudiera hacer dudar a la opinión pública de vuestra imparcialidad en el ejercicio de vuestras funciones. Poco importa, naturalmente, el partido político al que pertenezcáis; el partido que hoy tiene mayoría puede pasar a la oposición al año siguiente, la semana próxima, y si vuestra fidelidad al Gobierno no es ahora puesta en duda, puede serlo entonces.
Manual del Civil Servant, editado por la Tesorería de Su Majestad.

### España
Según el artículo 8 del Real Decreto Legislativo 5/2015, son funcionarios de carrera quienes, en virtud de nombramiento legal, están vinculados a una Administración Pública por una relación estatutaria regulada por el derecho administrativo para el desempeño de servicios profesionales retribuidos de carácter permanente.
Al hablar de administración pública y de acuerdo con el sistema que define la actual Constitución Española, la ley se refiere a todas las administraciones del Estado, de las comunidades autónomas, así como la entidades locales, las universidades públicas y los organismos públicos, agencias y demás entidades de derecho público.

### Guatemala
La regulación legal, se encuentra en el Acuerdo Gubernativo lobas número 18-98, de la Presidencia de la República, de fecha 15 de enero de 1998. Este reglamento desarrolla lo vertido en la ley correspondiente y en su artículo 1, al referirse a los servidores públicos indica que entre los mismos se encuentran los funcionarios públicos e indica que por los mismos se conocen a las personas individuales que ocupan un cargo o puesto en virtud de elección popular o nombramiento conforme a la ley, por el cual ejerce mando, autoridad, competencia legal y representación de carácter oficial de la dependencia o entidad correspondiente.

### México
En México existe una Ley Federal de responsabilidades de los funcionarios, que regula el funcionamiento de los también denominados “servidores públicos”. El organismo central de nivel federal, encargado de observar y controlar el desempeño de estos servidores públicos es la Secretaría de la Función Pública cuyo titular es nombrado por el presidente de la República.
A nivel federal se expidió en 2002, mientras que en el caso concreto del Estado de Colima, se cuenta con la Ley Estatal de responsabilidades de los servidores públicos (ley publicada en el periódico oficial “El Estado de Colima” el 8 de diciembre de 1984.

### Brasil
Los funcionarios en Brasil, Servidor Público en portugués, son los que trabajan en los Poderes ejecutivo, legislativo y judicial del gobierno federal, los gobiernos de los estados, los gobiernos municipales y el Gobierno de Brasilia, incluidos diputados, senadores, alcaldes, ministros, el presidente de la República, y los trabajadores de empresas de propiedad estatal. Los funcionarios públicos son contratados sobre la base de los exámenes de ingreso conocido como Concurso Público en portugués. Hay varias empresas con un mandato del gobierno para llevar a cabo las pruebas, las más conocidas son CESPE, que pertenece a la Universidad de Brasilia, la Fundación Getulio Vargas, el ESAF, y la Fundación Cesgranrio, que forma parte de la Universidad Federal de Río de Janeiro. Se llenan las posiciones de acuerdo a calificación en el examen y el número de vacantes. En Brasil, los funcionarios públicos son privilegiados en comparación con el sector privado.
- Permiso de maternidad: la licencia de maternidad en Brasil es de 120 días. Para las funcionarias públicas son 180 días.
- Empleo para por toda la vida: se prohíbe despedir los funcionarios públicos en Brasil, excepto si existe alguna ocurrencia o una violación muy grave.
- Salario: los funcionarios se encuentran entre los más ricos de clase trabajadora en Brasil, dependiendo de la carrera.